# Lithosia quadra
Lithosia quadra là một loài bướm đêm thuộc phân họ Arctiinae, họ Erebidae. Nó được tìm thấy ở Southern và Central châu Âu up to the Amur River. Nó cũng được tìm thấy ở South of Đảo Anh và Scandinavia.

Sải cánh dài 35–55 mm, con đực nhỏ hơn con cái.
It is the biggest species of the subfamily Lithosiinae. Con trưởng thành bay từ tháng 6 đến tháng 9 tùy theo địa điểm.
Ấu trùng ăn lichen và algae growing on trees, especially oak.

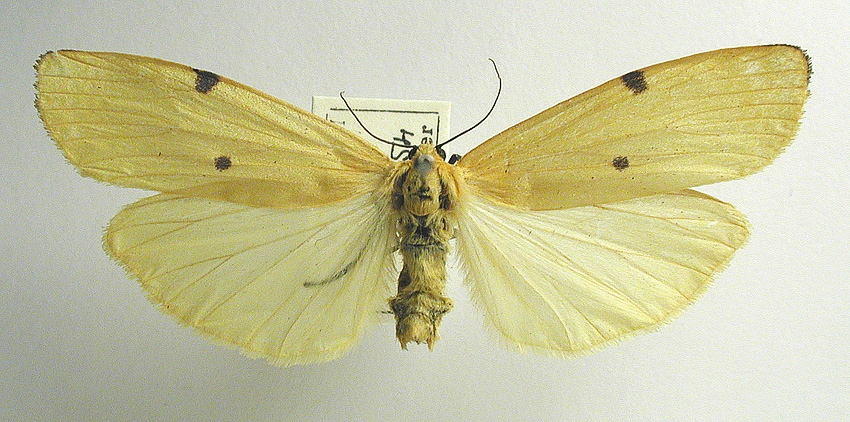
Con cái
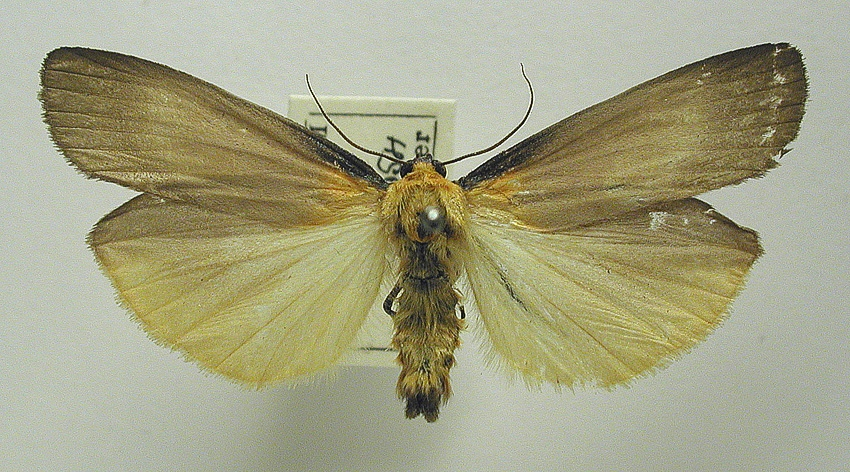
Con đực

## Hình ảnh

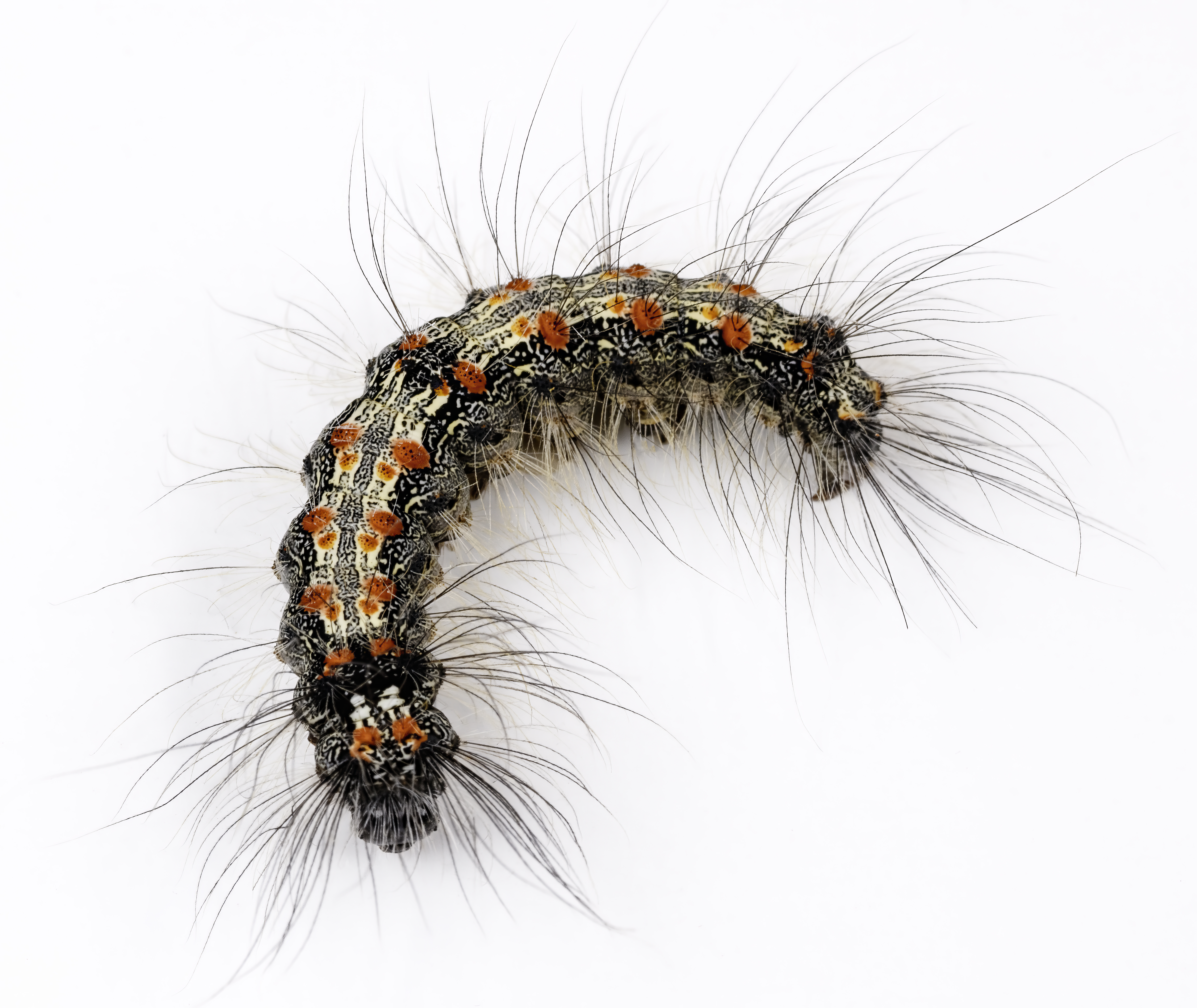
sâu bướm
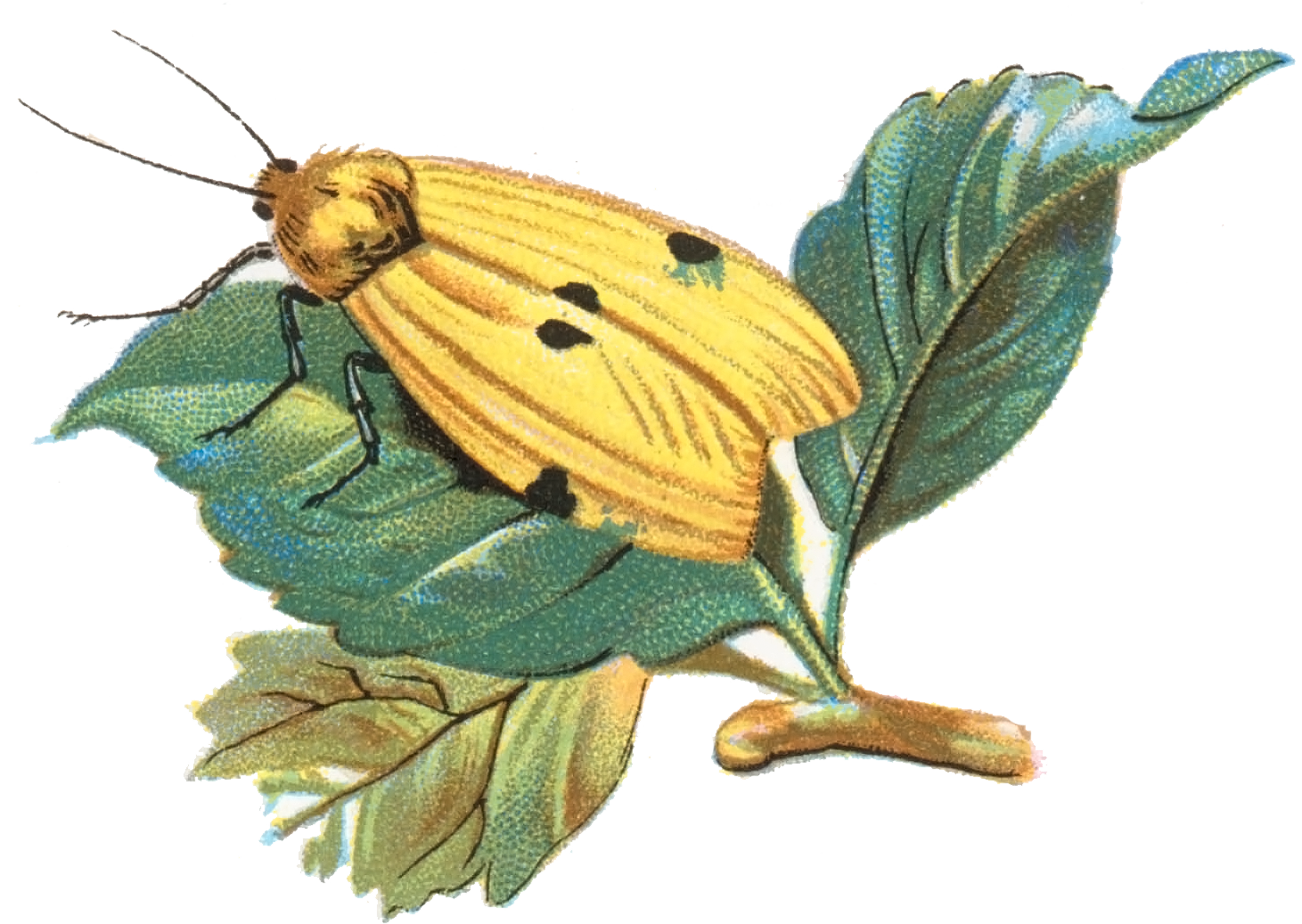
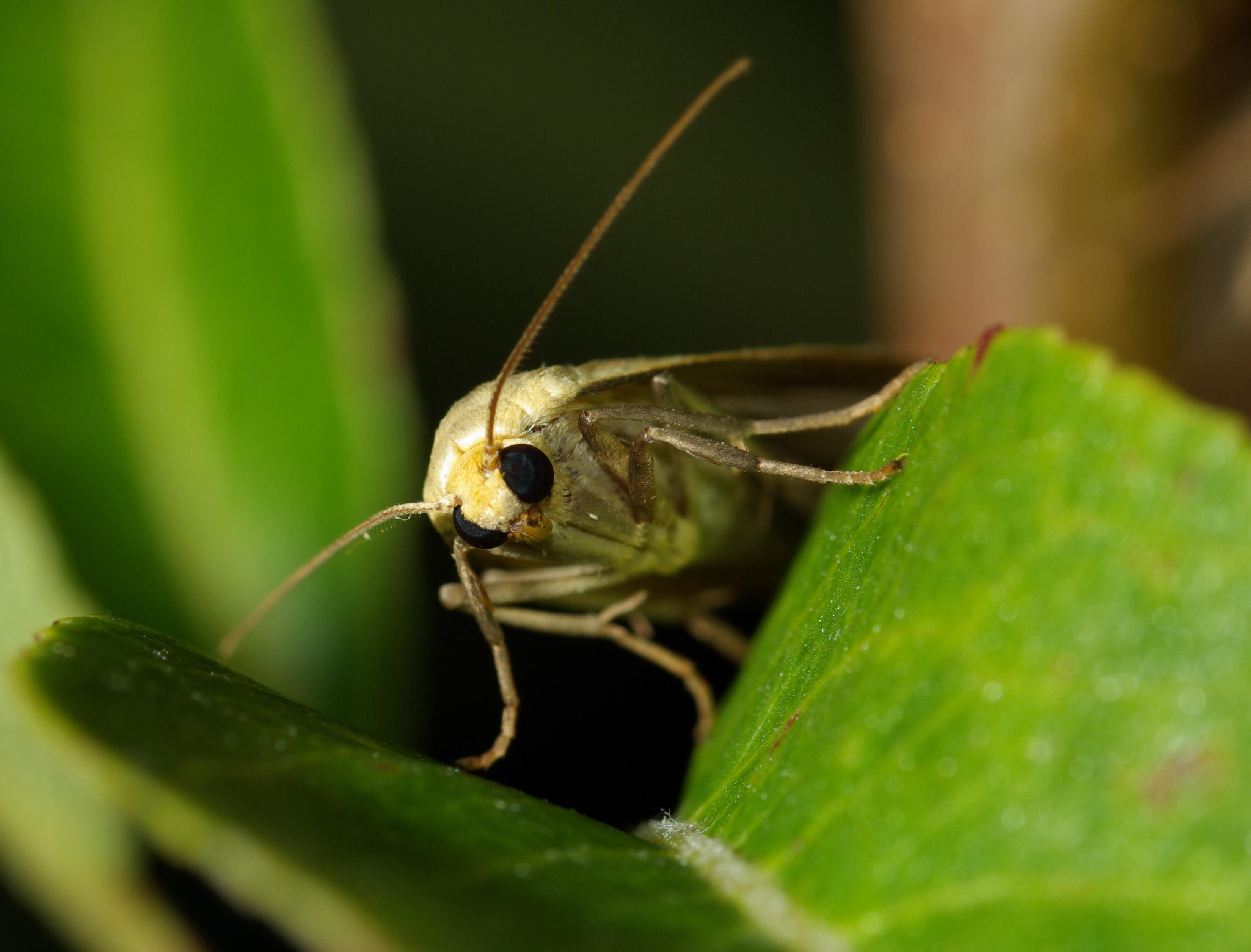
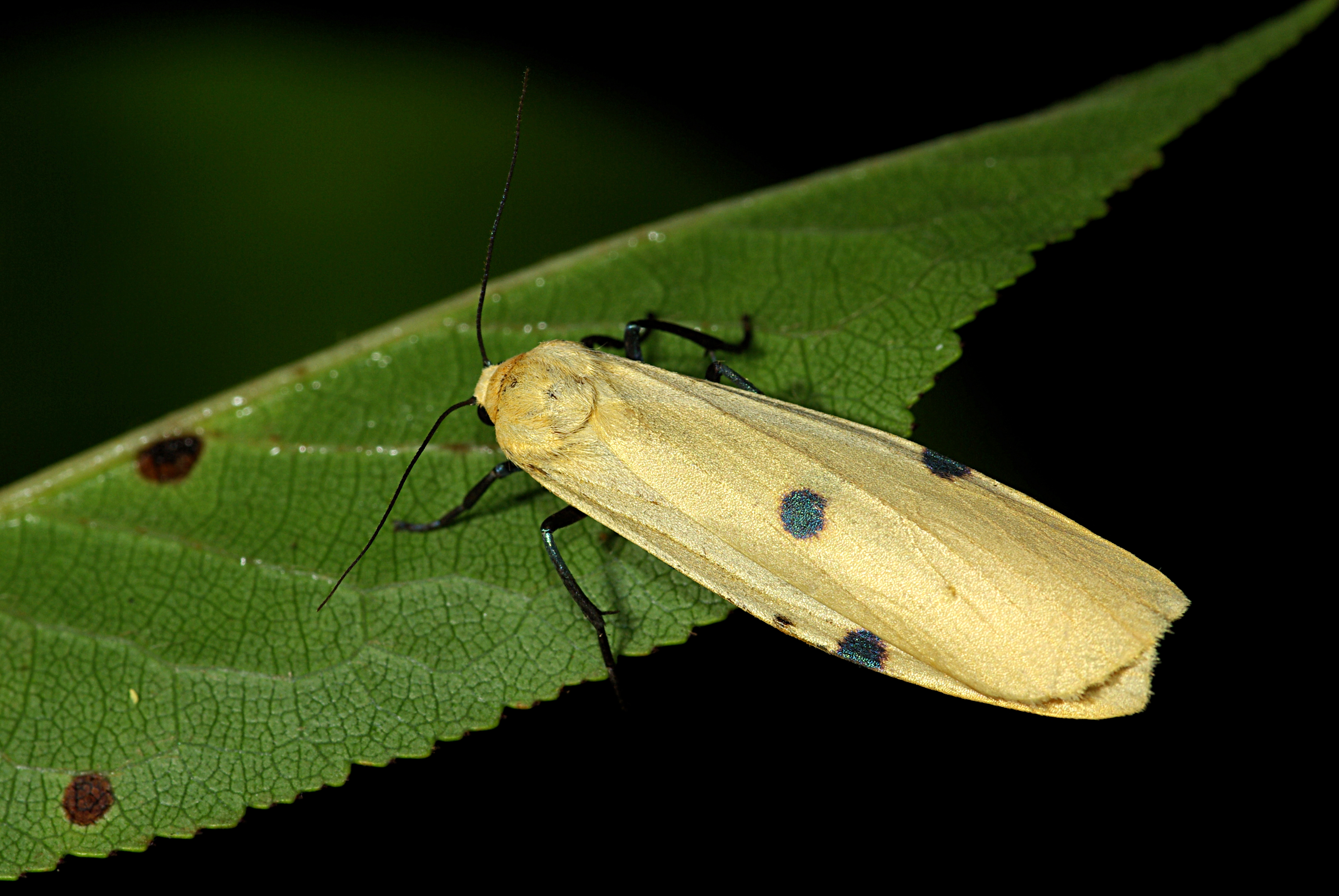
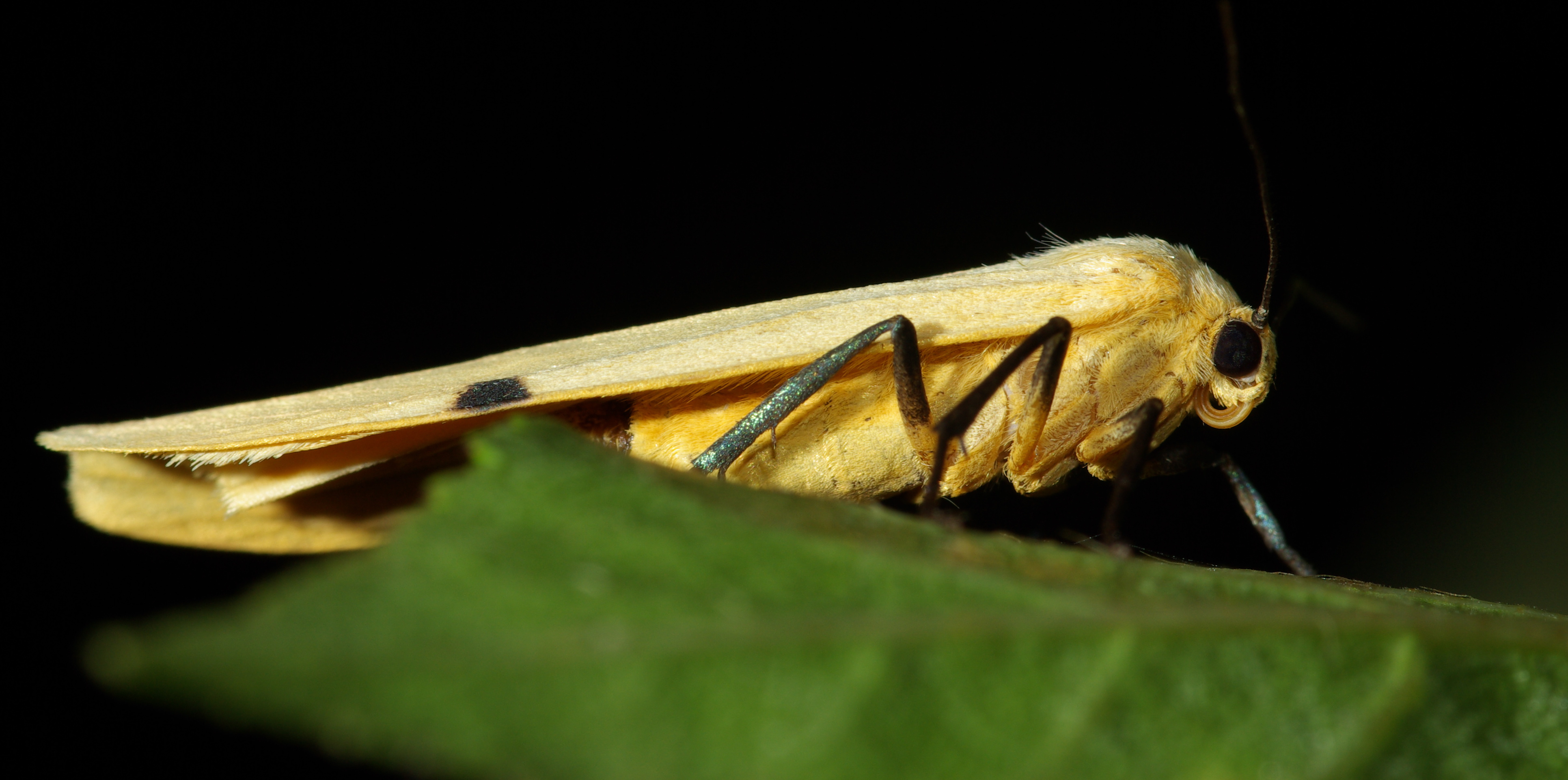